# 西安区 (辽源市)
西安区是吉林省辽源市下辖的一个市辖区。区人民政府驻人民大街6171号

## 行政区划
西安区下辖6个街道办事处、1个镇：
仙城街道、太安街道、东山街道、安家街道、先锋街道、富国街道和灯塔镇。

## 歷史
西安區原属西安縣，後于1948年1月1日析原西安县县城，设置西安市。1956年8月1日，為免與陝西省西安市同名，吉林省西安市更名为遼源市。1983年12月，辽源市升为地级市，同时设立龙山区和西安区两个市辖区，其中西安区下辖太安街道、仙城街道、东山街道、先锋街道、富国街道、安家街道、长安街道和灯塔乡。

## 人口
根据第七次人口普查数据，截至2020年11月1日零时，西安区常住人口为136337人。